# The Whorror
The Whorror es el primer EP de la banda estadounidense de metalcore Motionless In White lanzado el 3 de julio de 2007.

## Listado de canciones
Todas las canciones fueron escritas por Chris Motionless

| N.º | Título                                                                                 | Duración |  |
| 1.  | «The Whorror»                                                                          | 0:51     |  |
| 2.  | «Just When You Thought We Couldn't Get Any More Emo, We Go and Pull a Stunt Like This» | 3:34     |  |
| 3.  | «She Never Made It to the Emergency Room»                                              | 4:04     |  |
| 4.  | «We Put the Fun in Funeral»                                                            | 2:19     |  |
| 5.  | «Black»                                                                                | 2:18     |  |
| 6.  | «Apocolips»                                                                            | 5:07     |  |
| 7.  | «Schitzophrenicannibalisticsexfest.com»                                                | 4:18     |  |

Canciones alternativas
| N.º | Título                                                                                   | Duración |  |
| 1.  | «The Whorror»                                                                            | 0:51     |  |
| 2.  | «Schitzophrenicannibalisticsexfest.com»                                                  | 4:18     |  |
| 3.  | «She Never Made It to the Emergency Room»                                                | 4:04     |  |
| 4.  | «We Put the Fun in Funeral»                                                              | 2:19     |  |
| 5.  | «"Just When You Thought We Couldn't Get Any More Emo, We Go And Pull A Stunt Like This"» | 3:34     |  |
| 6.  | «Black»                                                                                  | 2:15     |  |
| 7.  | «Apocolips»                                                                              | 5:07     |  |

## Legado
"She Never Made It to the Emergency Room" and "Apocolips" fueron regrabados para la versión completa de  When Love Met Destruction .
Una secuela de "Schitzophrenicannibalisticsexfest.com", titulada ".Com Pt. II", fue grabada para el álbum  Creatures .

## Personal
Motionless In White
- Chris "Motionless" Cerulli - voz
- Mike Costanza - guitarra líder
- Thomas "TJ" Bell - guitarra rítmica, segunda voz
- Frank Polumbo - bajo, coros
- Angelo Parente - batería, percusión
- Joshua Balz - teclados, sintetizadores, programación, coros